# Spilogona hirticeps
Spilogona hirticeps är en tvåvingeart som först beskrevs av Stein 1911.  Spilogona hirticeps ingår i släktet Spilogona och familjen husflugor. Inga underarter finns listade i Catalogue of Life.